# Giancarlo Bellini
Giancarlo Bellini (* 15. September 1945 in Crosa, teilweise auch Gian Carlo Bellini) ist ein ehemaliger italienischer Radrennfahrer.
Bellini trat 1970 erstmals in Erscheinung, als er die Erstauflage des Giro Ciclistico d’Italia, der Amateurversion des Giro d’Italia, für sich entscheiden konnte.
Er war von 1971 bis 1979 Berufsfahrer. Der erste Sieg als Berufsfahrer gelang ihm 1975, als er den Giro di Campania gewann. Sein größter Erfolg war im Jahr 1976 bei der Tour de France der Gewinn der Bergwertung. In diesem Jahr konnte er mit dem 16. Platz in der Gesamtwertung der Tour auch seine beste Platzierung belegen. Ein weiterer bedeutender Erfolg war im Jahr 1978 der Gewinn einer Etappe des Giro d’Italia. Insgesamt konnte er sieben Siege als Profiradsportler erringen.
Bellinis Sohn Marco war ebenfalls ein Radprofi.